# Sami Repo
Sami Matti Repo (ur. 8 listopada 1971 w Simpele) – fiński biegacz narciarski, brązowy medalista olimpijski.

## Kariera
Po raz pierwszy na arenie międzynarodowej pojawił się w 1991 roku, startując na mistrzostwach świata juniorów w Reit im Winkl. Wywalczył tam brązowy medal w biegu na 10 km techniką klasyczną, na dystansie 30 km stylem dowolnym był trzynasty, a w sztafecie zajął szóste miejsce.
Jego olimpijskim debiutem były igrzyska w Lillehammer, gdzie zajął 37. miejsce w biegu na 50 km techniką klasyczną. Swój największy sukces w karierze osiągnął podczas igrzysk olimpijskich w Nagano, gdzie fińska sztafeta 4 × 10 km w składzie Harri Kirvesniemi, Mika Myllylä, Sami Repo i Jari Isometsä wywalczyła brązowy medal. Indywidualnie najlepszym wynikiem Samiego na tych igrzyskach było 18. miejsce w biegu na 10 km stylem klasycznym. Startował także na igrzyskach olimpijskich w Salt Lake City, jednakże indywidualnie zajmował miejsca poza pierwszą dwudziestką, a sztafeta fińska zajęła dopiero 11. miejsce.
W 1995 r. zadebiutował na mistrzostwach świata biorąc udział w mistrzostwach w Thunder Bay. Zajął tam 43. miejsce w biegu na 50 km technika dowolną. Na mistrzostwach świata w Trondheim jego najlepszym wynikiem było 13. miejsce w biegu pościgowym 10+15 km. Podczas mistrzostw świata w Ramsau pierwszy raz na imprezie tego cyklu wziął udział w sztafecie. Finowie z Repo w składzie zajęli 5. miejsce. Indywidualnie nie prezentował się najlepiej zajmując miejsca poza czołową trzydziestką. Na mistrzostwach świata w Lahti osiągnął swoje najlepsze indywidualne wyniki zajmując 11. miejsce w biegu na 15 km techniką klasyczną oraz w biegu łączonym na 20 km. Na tych samych mistrzostwach Repo brał udział w sztafecie 4 × 10 km, w której wystąpili także Janne Immonen, Harri Kirvesniemi i Mika Myllylä. Finowie ukończyli rywalizację na pierwszym miejscu, zostali jednak zdyskwalifikowani za stosowanie dopingu. Z całej czwórki tylko Sami Repo nie został zawieszony. Mistrzostwa świata w Val di Fiemme w 2003 r. były ostatnimi w jego karierze. Jego najlepszym indywidualnym wynikiem na tych mistrzostwach było 25. miejsce w biegu łączonym an 20 km. Fińska sztafeta w nowym składzie: Timo Toppari, Kuisma Taipale, Teemu Kattilakoski i Sami Repo zajęła 6. miejsce.
Najlepsze wyniki w Pucharze Świata osiągnął w sezonie 1996/1997, kiedy to zajął 15. miejsce w klasyfikacji generalnej, a w klasyfikacji sprintu był dziewiąty. Łącznie 3 razy stawał na podium zawodów Pucharu Świata, ani razu nie wygrał.

## Osiągnięcia

### Igrzyska olimpijskie
| Miejsce | Dzień     | Rok  | Miejscowość    | Konkurencja             | Czas biegu | Strata  | Zwycięzca                   |
| ------- | --------- | ---- | -------------- | ----------------------- | ---------- | ------- | --------------------------- |
| 37.     | 27 lutego | 1994 | Lillehammer    | 50 km stylem klasycznym | 2:07:20,3  | +3:12,5 | Władimir Smirnow            |
| 20.     | 9 lutego  | 1998 | Nagano         | 30 km stylem klasycznym | 1:33:55,8  | +8:21,0 | Mika Myllylä                |
| 18.     | 12 lutego | 1998 | Nagano         | 10 km stylem klasycznym | 27:24,5    | +1:26,8 | Bjørn Dæhlie                |
| 20.     | 14 lutego | 1998 | Nagano         | 10+15 km pościgowy      | 1:07:01,7  | +3:01,2 | Thomas Alsgaard             |
| 3.      | 17 lutego | 1998 | Nagano         | Sztafeta 4 × 10 km      | 1:40:55,7  | +1:19,8 | Norwegia                    |
| 40.     | 9 lutego  | 2002 | Salt Lake City | 30 km stylem dowolnym   | 1:11:31,0  | +5:17,2 | Christian Hoffmann          |
| 31.     | 14 lutego | 2002 | Salt Lake City | 2 × 10 km łączony       | 49:48,9    | +1:47,8 | Thomas Alsgaard Frode Estil |
| 11.     | 17 lutego | 2002 | Salt Lake City | Sztafeta 4 × 10 km      | 1:45:05,4  | +4:56,3 | Norwegia                    |
| 21.     | 19 lutego | 2002 | Salt Lake City | Sprint stylem dowolnym  | 2:56,9     | -       | Tor Arne Hetland            |

### Mistrzostwa świata
| Miejsce | Dzień     | Rok  | Miejscowość   | Konkurencja             | Czas biegu | Strata   | Zwycięzca       |
| ------- | --------- | ---- | ------------- | ----------------------- | ---------- | -------- | --------------- |
| 43.     | 19 marca  | 1995 | Thunder Bay   | 50 km stylem dowolnym   | 1:56:36,0  | +11:03,4 | Silvio Fauner   |
| 19.     | 24 lutego | 1997 | Trondheim     | 10 km stylem klasycznym | 23:41,8    | +1:44,6  | Bjørn Dæhlie    |
| 13.     | 25 lutego | 1997 | Trondheim     | 10+15 km pościgowy      | 1:00:11,1  | +2:43,3  | Bjørn Dæhlie    |
| 62.     | 22 lutego | 1999 | Ramsau        | 10 km stylem klasycznym | 24:19,2    | +2:58,0  | Mika Myllylä    |
| 36.     | 23 lutego | 1999 | Ramsau        | 10+15 km pościgowy      | 1:05:54,9  | +3:32,2  | Thomas Alsgaard |
| 5.      | 26 lutego | 1999 | Ramsau        | Sztafeta 4 × 10 km      | 1:35:07,5  | +1:48,8  | Austria         |
| 4.      | 15 lutego | 2001 | Lahti         | 15 km stylem klasycznym | 39:26,0    | +1:18,0  | Per Elofsson    |
| 11.     | 17 lutego | 2001 | Lahti         | 2 × 10 km łączony       | 47:15,5    | +50,2    | Per Elofsson    |
| 1.      | 22 lutego | 2001 | Lahti         | Sztafeta 4 × 10 km      | 1:36:15,5  | -        | -               |
| 42.     | 21 lutego | 2003 | Val di Fiemme | 15 km stylem klasycznym | 35:47,5    | +2:14,3  | Axel Teichmann  |
| 25.     | 23 lutego | 2003 | Val di Fiemme | 2 × 10 km łączony       | 47:42,3    | +55,2    | Per Elofsson    |
| 6.      | 25 lutego | 2003 | Val di Fiemme | Sztafeta 4 × 10 km      | 1:31:56,4  | +1:39,8  | Norwegia        |

### Mistrzostwa świata juniorów
| Miejsce | Dzień    | Rok  | Miejscowość   | Konkurencja             | Wynik     | Strata  | Zwycięzca       |
| ------- | -------- | ---- | ------------- | ----------------------- | --------- | ------- | --------------- |
| 3.      | 6 marca  | 1991 | Reit im Winkl | 10 km stylem klasycznym | 29:15,1   | +5,0    | Thomas Alsgaard |
| 13.     | 8 marca  | 1991 | Reit im Winkl | 30 km stylem dowolnym   | 1:25:35,9 | +6:04,6 | Thomas Alsgaard |
| 6.      | 10 marca | 1991 | Reit im Winkl | Sztafeta 4 × 10 km      | 1:40:45,0 | +4:50,5 | Norwegia        |

### Puchar Świata

#### Miejsca w klasyfikacji generalnej
- sezon 1993/1994: 56.
- sezon 1994/1995: 36.
- sezon 1995/1996: 17.
- sezon 1996/1997: 15.
- sezon 1997/1998: 37.
- sezon 1998/1999: 30.
- sezon 1999/2000: 17.
- sezon 2000/2001: 23.
- sezon 2001/2002: 46.
- sezon 2002/2003: 73.
- sezon 2003/2004: 151.

#### Miejsca na podium
| Nr | Dzień        | Rok  | Miejscowość | Konkurencja             | Czas biegu | Pozycja | Strata | Zwycięzca        |
| -- | ------------ | ---- | ----------- | ----------------------- | ---------- | ------- | ------ | ---------------- |
| 1. | 26 listopada | 1995 | Vuokatti    | 10 km stylem klasycznym | 26:03,6    | 3       | +42,4  | Władimir Smirnow |
| 2. | 28 listopada | 1998 | Muonio      | 10 km stylem dowolnym   | 23:48,5    | 3       | +44,0  | Per Elofsson     |
| 3. | 29 listopada | 2000 | Beitostølen | 10 km stylem dowolnym   | 22:37,9    | 2       | +20,2  | Per Elofsson     |